# Les Derniers Géants
 (mai 2018).
Les Derniers géants est un ouvrage de François Place, écrivain et illustrateur français, publié en 1992 et ayant reçu le Prix Sorcières en 1993. L'ouvrage figure sur la « Honour List » 1994 de l' IBBY.
L’auteur a inventé le personnage d'un savant, narrateur, inspiré des expéditions scientifiques du XIXe siècle.

## Personnages
- Archibald Leopold Ruthmore : narrateur, explorateur, scientifique et chercheur. Après avoir abordé en Birmanie, il remonte le Salouen, puis le fleuve Noir, traverse le pays des Wa, avant d'arriver chez les Géants des Hautes Vallées. Il élabore un dictionnaire bilingue pour échanger avec les géants. Il se lie d'amitié avec les géants pendant dix mois. Sa vanité conduit à la mort des Géants « Au fond de moi, je voyais combien mon obstination stupide à vouloir révéler le doux secret de leur existence était cause de cet épouvantable malheur. Mes livres les avaient tués plus sûrement qu’un régiment d’artillerie. Neuf Géants rêveurs d’étoiles et un petit homme aveuglé par son désir de gloire, c’était toute notre histoire. ». Sa culpabilité l'amène à tout abandonner pour devenir un simple matelot.
- Les géants : neuf en tout, cinq géants et quatre géantes, deux sont nommés : Géol et Antala. Ils ont environ 3 000 ans, ils ont la peau recouverte de dessins tatoués. Ils alternent entre sommeil et veille et se nourrissent essentiellement de plantes - l'herbe des géants. Les géants ont une relation particulière avec le Ciel.
- Amelia : gouvernante de la maison d'Archibald qui représente un souvenir doux pour le narrateur.

## Structure de l'œuvre
Le récit a la forme d’un carnet de voyage. Le style littéraire est soutenu, on y repère diverses descriptions précises et bien documentées (topographie, lexique marin...).
L'action démarre immédiatement avec l'achat d'une dent avec d'étranges gravures. 
Les différentes étapes de la structure narrative sont rythmées par des illustrations, chaque planche sépare chaque étape du récit. 
La durée de l'histoire s'étire sur 10 ans. Le voyage d'Archibald dure « exactement deux ans, sept mois, trois semaines et cinq jours ». 

## Caractéristiques
Le livre est écrit à la première personne où Archibald Leopold Ruthmore, assoiffé de découvertes et de connaissances, part à la recherche du pays de Géants. Une fois le pays découvert, le savant vit avec les géants un an et collecte toutes les informations scientifiques autour de cette espèce rare.  Voulant faire partager sa découverte à son retour, il décide de partager son exploration. Mais ses écrits encyclopédiques entraînent le massacre des Géants avec qui il avait tissé des relations amicales. François Place pose le problème des découvertes scientifiques et de leur utilisation par les hommes. Les intérêts des uns et des autres peuvent être ou bénéfiques ou dangereux. 
Le livre est illustré, à chaque page de texte correspond une illustration réalisée par l'auteur.
Le livre compte 82 pages.